# Scorzonera araneosa
Scorzonera araneosa là một loài thực vật có hoa trong họ Cúc. Loài này được Sm. miêu tả khoa học đầu tiên năm 1813.